# Káon
Na física de partículas, kaão, kaon (português europeu) ou káon (português brasileiro) ou (abreviação de méson K) é o nome coletivo de quatro partículas subatómicas: K+, K−, K0 e anti-K0. Káons são os mésons mais leves que possuem um quark s (ou antiquark s). Possuem spin nulo (bósons, portanto). Descobertos em 1964, pelo Laboratório Nacional de Brookhaven. Essas partículas como os mésons B violam a simetria CP, pois os anti-K0 transformam-se em K0 com uma frequência um pouco menor que o inverso.

Exemplo de estrutura de um Káon. Um K+ feito de um quark up (u) e um antiquark strange (s com uma linha sobre ele)